# Parapuã
Parapuã là một đô thị ở bang São Paulo của Brasil. Đô thị này nằm ở vĩ độ 21º46'05" độ vĩ nam và kinh độ 50º46'18" độ vĩ tây, trên khu vực có độ cao 486 m. Đô thị này được lập ngày 8 tháng 12 năm 1944.

## Địa lý
Đô thị này có diện tích 366,22 km². 
Cự ly so với các thành phố lớn:
- Oswaldo Cruz: 12 km
- Tupã: 32 km
- Presidente Prudente: 97 km
- Marília: 110 km
- São Paulo: 560 km

Các đô thị giáp ranh:
- Norte: Rinópolis
- Sul: Rancharia e Martinópolis
- Leste: Iacri e Bastos
- Oeste: Oswaldo Cruz e Sagres

### Sông ngòi
- Rio do Peixe
- Ribeirão da Jangada

### Các xa lộ
- SP-294
- SP-425

## Thông tin nhân khẩu
Dữ liệu dân số theo điều tra dân số năm 2000
Tổng dân số: 11.104
- Dân số thành thị: 8.494
- Dân số nông thôn: 2.610
- Nam giới: 5.643
- Nữ giới: 5.461

Mật độ dân số (người/km²): 30,40
Tỷ lệ tử vong trẻ sơ sinh dưới 1 tuổi (trên một triệu người): 13,69
Tuổi thọ bình quân (tuổi): 72,42
Tỷ lệ sinh (số trẻ trên mỗi bà mẹ): 2,37
Tỷ lệ biết đọc biết viết: 86,29%
Chỉ số phát triển con người (HDI-M): 0,792
- Chỉ số phát triển con người - Thu nhập: 0,747
- Chỉ số phát triển con người - Tuổi thọ: 0,790
- Chỉ số phát triển con người - Giáo dục: 0,839

(Nguồn: IPEADATA)